# Jan-Eric Berger
Jan-Eric Berger, född 9 november 1941 i Trönö församling i Gävleborgs län, är en svensk journalist, rektor och producent.
J. E. Berger var rektor för Klarälvdalens folkhögskola 1982–1987, Malungs folkhögskola 1988–1994 och för Celsiusskolan i Edsbyn 1995–2008. Han är politiskt aktiv inom Centerpartiet. Berger har varit förste och andre vice ordförande i Söderhamns kommunfullmäktige. Han har varit ledamot i Hälsinglands utbildningsförbund och är ledamot i Uppsala stiftsfullmäktige, där han bl.a. är 1:e vice ordförande. Han är ledamot och sekreterare i Norrala-Trönö församlings kyrkoråd och kyrkofullmäktige. Sedan 2018 är Berger ordförande i Barn- utbildningsnämnden i Söderhamns kommun.
Berger har gett ut flera skrifter och böcker, bland andra Boken om Trönö, Detta är inte silver, "Det hände i Trönö" – minnen ur en bygds historia och några personporträtt – samt en språkbok om Trönömålet tillsammans med etnologen Gabriella Bild. 1992 skrev han tillsammans smed träkonstnärerna Ylva och Göran Andersson en studiebok i ämnet djupintsrsia. Han har också skrivit en minnesskrift om Klarälvdalens folkhögskola, en bok om Malungs folkhögskola och Söderblomspelet – 25 år. 2021 gav han ut boken; ”En polisman berättar om brott i Hälsingland”. Han har också gett ut kortare skrifter om författaren Helge Törnros, överbefälhavaren Olof Thörnell, konstnären Per Nilsson-Öst, Två stora män födda i Söderblomsgården, Trönö samt Fornminnen – sägner och legender i Trönö, den sista tillsammans med hembygdsforskaren Gösta Berglöw.
Berger var under åren 1995–2013 engagerad i Söderblomspelet, en sommarteater om ärkebiskop Nathan Söderbloms liv och gärning. Han har bland annat varit spelets ordförande och producent. 2008 var han inspelningsledare då filmen "Bishop Hill – svenskkolonin på prärien" spelades in i Hälsingland och Gästrikland. Filmen återgav de mest dramatiska händelserna i utvandringen från Hälsingland 1846. 
Berger har bland annat anordnat några utställningar på hemorten; En konstutställning med naivisten Einar Svedin (1916-2004) i Trönögården 2003; En konstutställning med träbildhuggaren Per Nilson-Öst (1918-2012) i Trönö nya kyrkas atrium 2004  samt en minnesutställning om Nathan Söderblom och Trönö nya kyrka 125 år - jan - febr. 2021. Den senare var en del av Carl Adolf Murrays stora minnesutställning.
Berger var ordförande i Trönö hembygdsförening under åren 2000–2009 och var under åren 2001- 2021 ordförande i Hälsinglands Hembygdskrets. Han är nu dess hedersordförande. Berger är redaktör och ansvarig utgivare för årsboken Hälsingerunor, som getts ut sedan 1921. Han är ledamot i Gästrike-Hälsinge hembygdsförbund.

## Priser och utmärkelser
Berger tilldelades 2009 års kulturpris i region Dalarna-Gävleborg av Studieförbundet Vuxenskolan. Både Söderblomspelet och Trönö hembygdsförening har fått Söderhamns kommuns kulturpris, 1996 resp. 2005. Han tilldelades 2015 vid Uniwersytet Szczecinski i Polen,  Hedersmedalj West Pomeranian Griffin i guld, för långt och troget samarbete. Han har under många år haft utbyte och samarbetat med skolor och kulturinstitutioner i Polen. År 2015 tilldelades Berger också Söderhamns kommuns kulturpris och 2019 erhöll han Hembygdsförbundets förtjänsttecknen med krans.